# Rắn hổ mang Ấn Độ
Rắn hổ mang Ấn Độ (danh pháp hai phần: Naja naja) là một loài rắn trong họ Rắn hổ. Loài này được Linnaeus mô tả khoa học đầu tiên năm 1758. Nó được tìm thấy tại tiểu lục địa Ấn Độ và một thành viên trong "tứ đại", bốn loài rắn gây ra hầu hết các vụ rắn cắn ở Ấn Độ. Loài rắn này được tôn kính trong thần thoại và văn hóa Ấn Độ, và thường được dùng trong thôi miên rắn. Nó bây giờ được bảo vệ ở Ấn Độ dưới Đạo luật Bảo vệ Động vật hoang dã Ấn Độ (1972).

## Phân bố, môi trường sống và sinh thái
Rắn hổ mang Ấn Độ có nguồn gốc ở tiểu lục địa Ấn Độ bao gồm Nepal, Pakistan, Ấn Độ, Bangladesh, và Sri Lanka ngày nay. Nó có thể được tìm thấy trong vùng đồng bằng, rừng nhiệt đới, những cánh đồng và các khu vực đông dân cư. Phân bố của nó dao động từ mực nước biển lên đến 2.000 m (6.600 ft) trên mực nước biển. Loài này thường ăn động vật gặm nhấm, cóc, ếch, chim và rắn khác. Chế độ ăn uống chuột dẫn nó đến các khu vực sinh sống của con người bao gồm cả trang trại và vùng ngoại ô của các đô thị.

## Sinh sản
Rắn hổ mang Ấn Độ là loài đẻ trứng và đẻ trứng của chúng giữa tháng Tư và tháng Bảy. Rắn cái thường đẻ giữa 10 đến 30 trong lỗ chuột hoặc những tổ mối và trứng nở 48-69 ngày sau đó. Con non dài từ 20 đến 30 cm (7.9 và 11.8 in). Con non độc lập từ khi sinh ra và có tuyến nọc độc đầy đủ chức năng.